# Delta Air Lines
Delta Air Lines, Inc. er et amerikansk flyselskab med hovedkvarter i Atlanta, Georgia. Selskabet har flere end 308 destinationer i 52 lande, fordelt på fem kontinenter, dækkende områderne Nordamerika, Sydamerika, Europa, Asien, Afrika, Mellemøsten og Caribien. Delta har et større rutenetværk end noget andet flyselskab i verden, og er det eneste større flyselskab i USA der flyver til Afrika. Delta Air Lines er ifølge en  rapport fra 2018 af det danske luggage storage firma LuggageHero Arkiveret 23. november 2020 hos  Wayback Machine en af de bedste flyselskaber, når det kommer til at sikre, at passagererne får deres bagage ved ankomst.
Delta har hub'er i Atlanta, Cincinnati, New York (JFK) og Salt Lake City; Deltas hub i Atlanta hub er den største/travleste flyselskabshub i verden. Delta har også stor indenrigstrafik i mange andre amerikanske byer, blandt andre Boston, Columbus, Fort Lauderdale, Hartford, Las Vegas, Los Angeles, New York-LaGuardia, Orlando, Raleigh, Tampa og Washington-Reagan. Delta er det førende flyselskab i Florida, og transporterer flere passagerer over Atlanterhavet end noget andet flyselskab i verden. Dets største transatlantiske forbindelsesled er Atlanta, Cincinnati og New York-JFK. Dets største forbindelsesled til Latinamerika, og en hastigt voksende mini-hub for Delta, er Los Angeles International Airport.
Målt på antallet af transporterede passagerer (omkring 119 millioner i 2005) er Delta verdens næststørste flyselskab (efter American Airlines). Målt på indtægter fra passagertransporten er Delta verdens tredjestørste, efter American Airlines og United Airlines. Målt på totale indtægter er Delta det sjettestørste flyselskab i verden.
Delta er stiftende medlem af samarbejdsalliancen SkyTeam.
Der er direkte rute mellem København og New York JFK med Delta Airlines i nogle måneder hver sommer. I årene 2006-2010 fløj Delta hele året mellem København og Atlanta.